# Erika (petroliera)
L’Erika è stata una petroliera monoscafo battente bandiera maltese (bandiera di comodo) noleggiata dalla Total e naufragata il 12 dicembre 1999 nel Golfo di Biscaglia al largo di Penmarch, in Bretagna.

## Storia
L’Erika fu costruita nel 1975 in Giappone dai cantieri Kasado-Docks Ltd. di Kudamatsu codice scafo n° 2841. Originariamente chiamata Shinsei Maru, era la seconda di una classe di otto navi identiche costruite tra il 1974 e il 1976. Lunga 184 metri e suddivisa in 14 stive, l’Erika era concepita come vettore versatile di prodotti petroliferi (grezzo e raffinato). Si componeva di tredici serbatoi, di due linee di manutenzione e due cisterne di decantazione (ovvero cisterne adibite alla raccolta di residui oleosi, slop-tank detta anche "tanca"). Era classificabile come "pre-MARPOL", essendo dotata di scafo semplice e non disponendo di cisterne di zavorra separata. La sua portata lorda era di 37.283 tonnellate, aveva un pescaggio di 11 m. ed era alimentata da un motore di 13.200 CV nella parte poppiera che le permetteva una velocità di 15 nodi. Il suo equipaggio era composto da 26 persone.
Durante la sua carriera ha modificato otto volte nome e armatore, tre volte bandiera, tre volte società di classificazione, e quattro volte gestore nautico.
| Anno | Nome                | Bandiera | Società armatrice           | Gestore nautico                                        | Società di classificazione |
| ---- | ------------------- | -------- | --------------------------- | ------------------------------------------------------ | -------------------------- |
| 1975 | Shinsei-Maru        | Giappone |                             |                                                        | NK                         |
| 1975 | Glory Ocean         | Panama   |                             |                                                        | NK                         |
| 1977 | Intermar-Prosperity | Liberia  |                             | Berwick Shipping Ltd / Intermarine                     | NK                         |
| 1980 | Intermar-Prosperity | Liberia  |                             | South Energy Shipping Company / Wallem Shipmanagement  | ABS                        |
| 1985 | South-Energy        | Liberia  |                             | South Energy Shipping Company / Wallem Shipmanagement  | ABS                        |
| 1985 | South-Energy        | Liberia  | Gaymont Inc. Monrovia       |                                                        | ABS                        |
| 1986 | Jarhe Energy        | Liberia  |                             |                                                        | ABS                        |
| 1990 | Prime Noble         | Malta    | Desert Peace ship. Co. Ltd. | Sapha Maritime Enterprise – Gruppo Polembros (Nicosia) | ABS                        |
| 1993 | Prime Nobles        | Malta    |                             |                                                        | BV                         |
| 1994 | Nobless             | Malta    | Tevere Shipping Co. Ltd.    | Drytank-Cardiff / Starship Management                  | BV                         |
| 1996 | Erika               | Malta    | Tevere Shipping Co. Ltd.    | Drytank-Cardiff / Starship Management                  | BV                         |
| 1998 | Erika               | Malta    | Tevere Shipping Co. Ltd.    | Panship Management                                     | RINA                       |